# فريديريك دوبلوس
فريديريك دوبلوس (بالفرنسية: Frédéric Duplus)‏ (مواليد 7 أبريل 1990 في بلفور - فرنسا) لاعب كرة قدم فرنسي يلعب حاليا لصالح نادي الدرجة الأولى سوشو الفرنسي منذ 2002 في مركز قلب الدفاع .

## روابط خارجية
- فريديريك دوبلوس على موقع قاعدة بيانات كرة القدم.إي يو (الإنجليزية)
- فريديريك دوبلوس على موقع ليكيب (الفرنسية)
- فريديريك دوبلوس على موقع Soccerbase.com (لاعب) (الإنجليزية)
- فريديريك دوبلوس على موقع Soccerway.com (الإنجليزية)
- فريديريك دوبلوس على موقع عالم كرة القدم.نت (الإنجليزية)
- فريديريك دوبلوس على موقع AS.com (الإسبانية)